# Peter Ernst Anton Heumann
Peter Ernst Anton Heumann (* 16. Mai 1823 in Wildeshausen; † 17. Juni 1902 in Oldenburg) war ein deutscher Verwaltungsjurist und von 1890 bis 1900 Minister der Finanzen des Großherzogtums Oldenburg.

## Leben
Heumanns Vater war der Vorsteher der Wildeshausener Taubstummenanstalt Hermann Friedrich Heumann (1796–1881). Heumann besuchte das Gymnasium in Detmold und studierte Rechtswissenschaft in Göttingen und Heidelberg. Seine Laufbahn begann er 1850 als Auditor und wurde 1853 zum Amtsassessor ernannt. 1854 kam er als Hilfsarbeiter an die Großherzogliche Kammer, wo er ab 1857 als Kammerassessor und ab 1863 als Kammerrat fungierte. 1869 wurde er als Vortragender Rat in das Staatsministerium, Departement der Finanzen, berufen, 1873 zum Oberkammerrat und 1879 zum Oberfinanzrat befördert. 1883 zum Oberzolldirektor und 1884 zum Geheimen Oberfinanzrat ernannt, wurde er 1890 als Minister an die Spitze des Departements der Finanzen gestellt. Im August 1900 trat er wegen vorangegangener Differenzen mit dem Großherzog Friedrich August wie die beiden anderen Minister Günther Jansen und Georg Flor zurück und wurde in den Ruhestand versetzt.

## Familie
Seit 1856 war Heumann mit Emma Sophie geb. Fuhrken (1833–1915) verheiratet, der Tochter eines Kaufmanns und Kammerassessors in Varel. Ein Sohn, Carl, wurde Forstrat, die Tochter Helene Hermine Sophie heiratete den Präsidenten des Oberverwaltungsgerichts Karl Jakob Christian Dugend (1847–1919).